# Oratori de Pujals (Cornellà del Terri)
Oratori de Pujals és una obra de Cornellà del Terri (Pla de l'Estany) inclosa a l'Inventari del Patrimoni Arquitectònic de Catalunya.

## Descripció
Creu de terme. El basament és una ampla plataforma de pedra d'estructura rectangular, al mig de la qual se situa la columna amb la creu. La columna, de pedra i sense cap tipus d'ornamentacions, és de base quadrangular, i al seu capdamunt es troba la creu, de ferro.